# 1090-ті до н. е.

## Події
У зв'язку із великою кількістю пограбувань Долина царів в Єгипті перестає використовуватись для здійснення захоронень.

## Правителі
- фараон Єгипту Рамсес XI;
- цар Ассирії Тіглатпаласар І;
- цар Вавилонії Мардук-надін-аххе;